# Біа хой

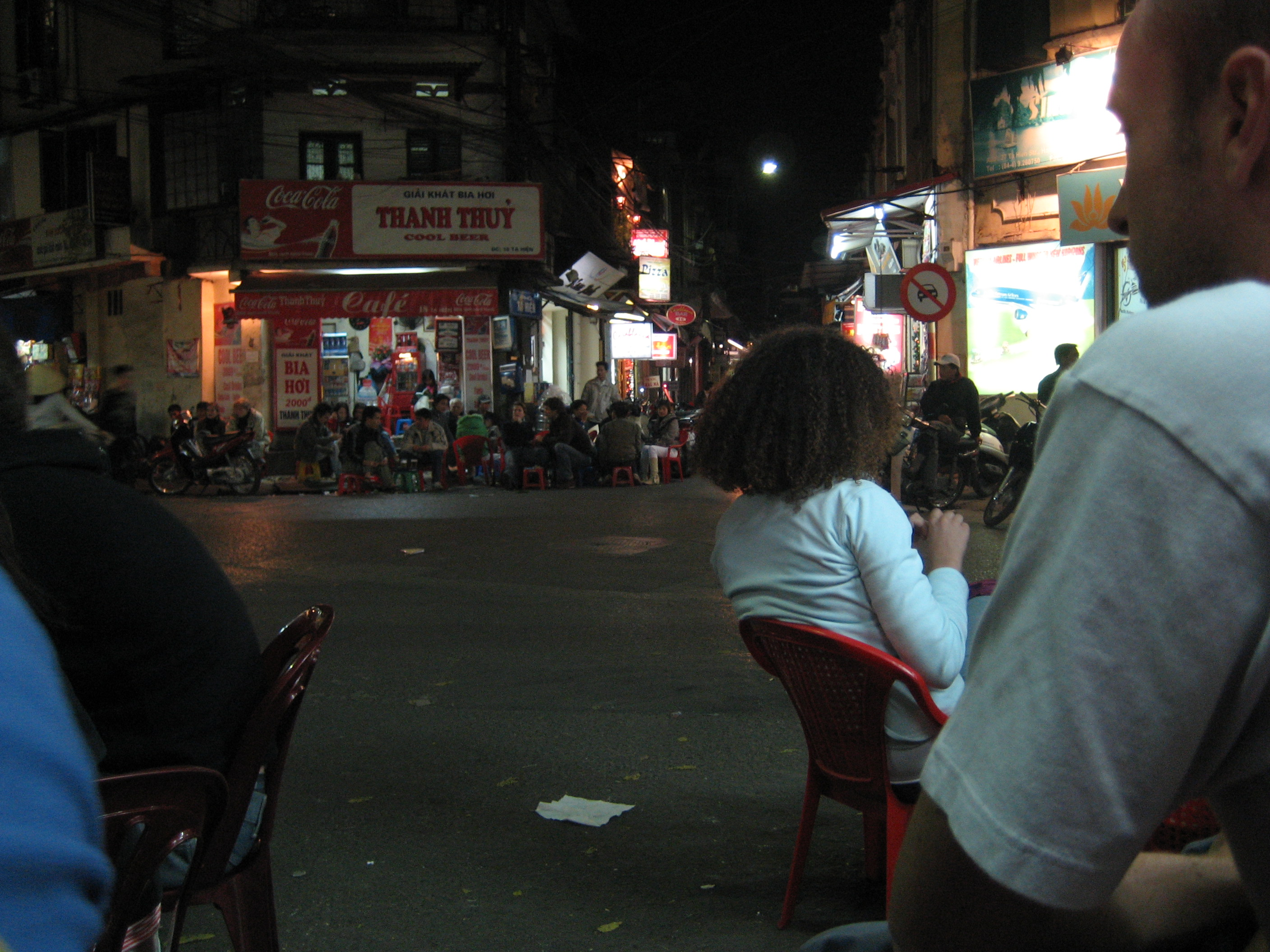
Вуличний бар у Ханої (2007 р.)

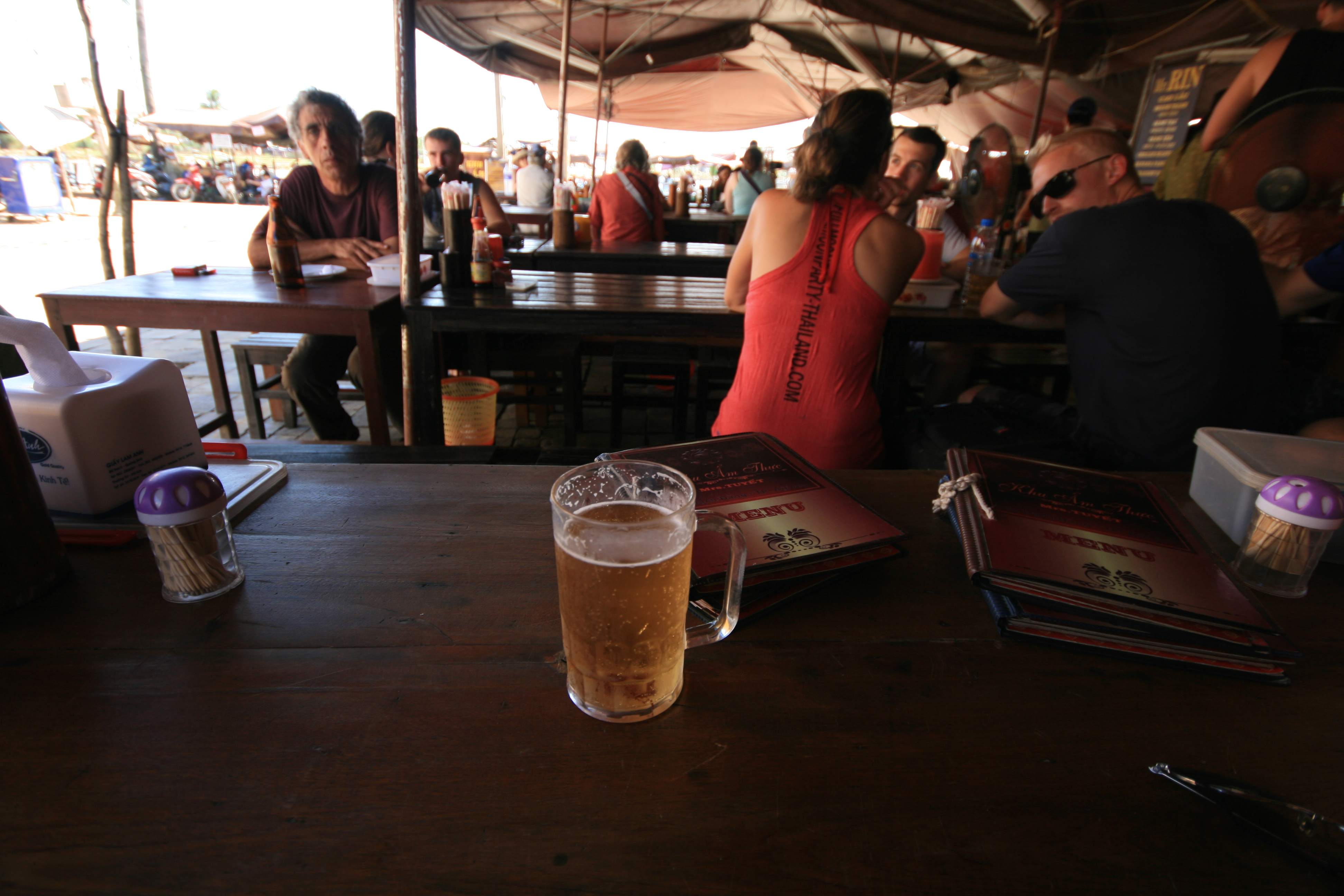
Біахой в Хояні

Біа Хой (в'єт. Bia hơi, від bia «пиво» + hơi «свіжий») — це тип розливного пива, популярний у В'єтнамі.
Біа хой доступний переважно в північному В'єтнамі. В основному його можна знайти в невеликих барах і на розі вулиць. Пиво вариться щодня, потім дозріває протягом короткого періоду, і після його готовності кожен бар отримує свіжу партію щодня в сталевих бочках. Це дуже легкий (~3 % алкоголю) освіжаючий лагер за частку від вартості розливного або пляшкового пива в барах західного стилю. Виробництво біа хой є неформальним і не контролюється жодним органом охорони здоров'я. Коли пиво тільки почали виробляти у 1961 році, воно було відносно дорогим; зараз його можуть собі дозволити практично всі. Станом на вересень 2020 року маленький кухоль зазвичай коштує від 5 000 донгів (0.22 доларів США) до 11 000 донгів (0.48 доларів США).
У Ханої традиційно подається у знаменитих гранчаках копвай з синюватого скла, відомих своїми нерівними краями та бульбашками повітря всередині